# Pierre-François Moncouteau
Pierre-François Moncouteau (París, 1805 - ? 1871) fou un organista i compositor francès.
Era cec de naixement, i la seva educació literària i musical la va fer en una institució especial per a cecs. El 1841, després d'haver desenvolupat altres llocs secundaris, aconseguí en concurs la plaça d'organista de Saint-Germain-des-Prés (París). Es dedicà especialment a l'ensenyança de l'harmonia. Publicà les obres següents: Traité d'harmonie; Explication des accords; Résume des acords appliqués à la composition; Traité du contrapoint et de fugue, i Manuel de transposition musicale. A més, deixà diverses composicions religioses.